# Olga Pivovarova
Pour les articles homonymes, voir Pivovarov.
Olga Iosifovna Pivovarova (ukrainien : Ольга Иосифовна Пивоварова), née le 29 janvier 1956 à Sverdlovsk (RSS d'Ukraine), est une ancienne rameuse soviétique d'origine ukrainienne. Elle est médaillée d'argent aux Jeux de 1980.

## Carrière
Lors des Jeux de 1980, Olga Pivovarova remporte la médaille d'argent en huit. Elle est également double championne du monde en huit aux Mondiaux 1979 et en quatre barré à ceux de 1981. Aux Mondiaux 1977, elle remporte une médaille d'argent en huit.

## Palmarès

### Jeux olympiques
- Jeux olympiques d'été de 1980 à Moscou ( Union soviétique) :
  -  médaille d'argent en huit

### Championnats du monde
- Championnats du monde d'aviron 1981 à Munich ( Allemagne) :
  -  médaille d'or en quatre barré
- Championnats du monde d'aviron 1979 à Bled ( Slovénie) :
  -  médaille d'or en huit
- Championnats du monde d'aviron 1977 à Amsterdam ( Pays-Bas) :
  -  médaille d'argent en quatre barré